# (3983) Sakiko
(3983) Sakiko est un astéroïde de la ceinture principale.

## Description
(3983) Sakiko est un astéroïde de la ceinture principale. Il fut découvert le 20 septembre 1984 à l'Observatoire Kleť par Antonín Mrkos. Il présente une orbite caractérisée par un demi-grand axe de 2,45 UA, une excentricité de 0,11 et une inclinaison de 2,6° par rapport à l'écliptique.

## Compléments